# Selim III
Selim III (Istanboel, 24 december 1761 - aldaar, 28 of 29 juli 1808) was de zoon van Mustafa III en volgde zijn oom Abdülhamit I op. Hij was de 28e Sultan van het Ottomaanse rijk tussen 1789 - 1807.  
Selim III was een liefhebber van literatuur en muziek en een volgeling van Jalal ad-Din Rumi, die de orde van de dansende derwishen stichtte. Hij speelde fluit (ney) en componeerde Turkse klassieke muziek, gebaseerd op de zogenaamde maqam, werken die nog steeds worden uitgevoerd. Hij was daarnaast een voortreffelijk boogschutter. Het grote voorbeeld voor Selim III was Lodewijk XVI met wie hij als kroonprins correspondeerde.
Onder zijn regering leed het Osmaanse rijk een aantal ernstige nederlagen tegen Oostenrijk en Rusland. Rusland had terrein gewonnen aan de Zwarte Zeekust, en Selim wilde de Krim terug. In 1793 begon hij met het hervormen van het leger en de marine. Voor het verbeteren van de efficiëntie werden Franse militaire adviseurs aangetrokken. Hij vestigde permanente ambassades in Wenen, Londen, Berlijn en Parijs. Selim III veranderde de Ottomaanse vlag.
Selim zag zich tegen zijn wil in het Russisch-Engelse verbond tegen Frankrijk betrokken door Napoleon Bonaparte's inval in Egypte in 1798.

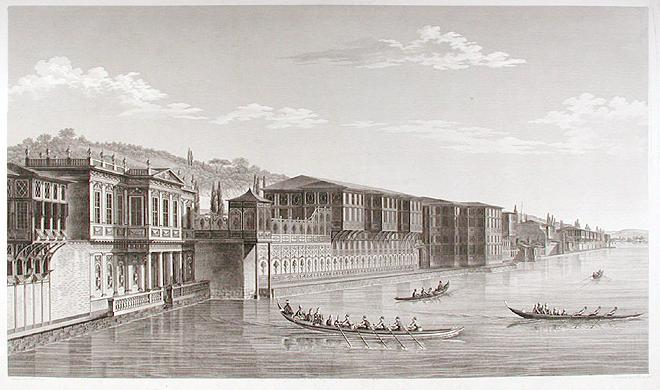
Selims hofarchitect, de Franse schilder Antoine Ignace Melling ontwierp een neo-klassiek paleis, uiterst links, naar Europees voorbeeld voor zijn zuster Hatice

In 1802 sloot hij vrede met Frankrijk, vastgelegd bij de Vrede van Amiens. Er begon een tijdperk van reorganisaties in bestuur, onderwijs en leger. Een muiterij door de Janitsaren, die zich in hun macht bedreigd voelden, mislukte (29 mei 1807). Selim trachtte door toe te geven jaarlijks een aantal Janitsaren toe te laten in het nieuw gevormd regiment zijn troon te redden. Door een fatwa werden de hervormingen teruggedraaid en Selim is twee dagen later van zijn troon vervallen verklaard. Selim trok zich wijselijk terug, (of werd gevangen gehouden in een kooi in zijn paleis). 
Zijn opvolger was zijn neef Mustafa IV. Selim III werd gesteund door pasha Mustapha Bairakdar. Bairakdar nam wraak en zette Mustafa af, maar Selim III was inmiddels gewurgd met het koord van zijn boog door zijn tegenstanders. 
De nieuwe sultan werd Mahmut II, het enige overgebleven familielid.

## Bron
Zürcher, E.J. (1993) Een geschiedenis van het moderne Turkije, p. 27-36.